# 岩田千虎
岩田 千虎（いわた かずとら、1893年10月28日 - 1966年10月6日）は、日本の彫刻家、獣医師。獣医師となったのちに37歳から彫刻の修得を始め、牛をはじめとする動物の彫刻で知られる。

## 来歴・人物

### 若年期
1893年（明治26年）、熊本県飽託郡芳野村中河内（現・熊本市西区）に六人兄弟の末子として生まれた。千虎（かずとら）は父のつけた本名で、加藤清正から連想したものだろうと本人が語っている。子どもの頃から絵が好きで、河内小学校のときにかいた絵馬が地元の大明神に残るという。小学校卒業後、熊本農学校養蚕別科を経て、大阪府立農学校（現在の大阪府立大学）畜産学科に進み、1912年（大正元年）、獣医師免許を取得した。

### 教師・獣医師として
1915年（大正4年）に大阪府立農学校を卒業。1921年（大正10年）より同校で教諭となり、その後、1943年（昭和18年）に大阪府立獣医畜産専門学校教授、戦後は1947年（昭和22年）から大阪府立大学家畜病院長となる。育てた獣医師は千人を超える。1949年（昭和24年）に大学を退職し、大阪府堺市熊野町の自宅に岩田犬猫病院を開業した。

### 彫刻家として
37歳のとき、竹の鉄筆彫りを行なっていた囲碁友だちを真似したことがきっかけで、彫刻に熱中する。趣味が高じて大阪の職工学校に入った。最初に黒岩淡哉に師事する。二科展に牛を出品したところ初入選、続けて帝展に挑戦したがこちらは落選だったため、北村西望に師事することにした。1933年（昭和８年）、第14回帝展において「乳牛」で初入選を果たした。その後も制作を続け、1941年（昭和16年）、48歳のとき、第4回新文展において「牡牛」で特選を果たした。この入選により無鑑査となった。このとき牛一万頭制作の悲願をたて20年間かけて達成する。大阪では「牛は倒れん」と建築祝いの縁起物とされており名声を得た。題材は牛以外にも動物が多く、馬・犬・羊・山羊・虎など多岐にわたる。堺市を中心として屋外彫刻も多く制作されており、今も見ることができる。1962年（昭和37年）の第5回日展で審査員を務め、1963年（昭和38年）に日展会員となる。

### 文化振興活動
1941年（昭和16年）6月、堺市在住の芸術家・文学者らと芸術報国のために堺芸術家報国連盟を発足した。開口神社瑞祥閣での結成式には、各分野の芸術家が参集し、詩人安西冬衛の司会で、千虎が経過報告し、俳人大野翠峰を座長に推し、綱領・規約などを決定し、堺市立図書館長田島清を理事長に選んだ。
戦後、1947年（昭和22年）4月、戦前の堺文化連盟・蘇薗社・青泉会・絵画報告連盟等多数の美術団体を母体とし、堺美術協会の前身である堺美術工芸振興会を発足。委員長となった。1947年（昭和22年）7月には「清らかで豊かな匂いの高い芸術作品を生活のなかにとりいれ、私たちの感情生活をうるわしいものにしようと」、大浜に尚美社という会を安西冬衛、芝村春晁、水島金陽、島御風、唱野蛾生、斉藤誠一らと発足。
また、60余の文化団体の緊密な連絡をはかり、文化復興を促進するために1947年（昭和22年）に結成された堺市連合文化協会の発足会が8月20日に行われ、熊野青年文化会の代表として参加している。
1950年（昭和25年）10月堺美術工芸振興会が発展的解消し、新たに堺美術協会が発足。会長に高木光太郎が就任。引き続き、千虎は委員長となった。

### 晩年
古希を迎えた千虎は堺の十の公園に年に一作ずつ彫刻を寄贈することを決めた。その第一作目となったのが、大仙公園に立つ「百舌鳥耳原由来の像」である。しかし、二作目以降は千虎の死去により作成されることはなかった。1966年（昭和41年）10月6日、脳出血で死去（満72歳没）。

## 賞歴
- 第4回新日展菊華賞受賞 - 1961年（昭和36年）

## 主な作品
- 『愛の像』- フェニーチェ堺(堺市民芸術文化ホール)に設置。
- 『石田梅岩像』- 堺市堺区の菅原神社に設置。
- 『家畜群像』- 大阪府立環境農林水産総合研究所に設置。
- 『樺太犬慰霊像』- 堺市堺区の大浜公園に設置。
1958年(昭和33年)7月、第1次南極観測隊によって南極に残された15頭の樺太犬の霊を慰めるため、コンクリート製で制作され、堺市に寄贈された。立ち去る越冬隊員に向かって遠吠えを続ける姿が表されている。老朽化のため、1987年(昭和62年)3月、堺市内の彫刻家白石正義監修のもと岡村哲伸によりブロンズ像に復元制作された。[13][14]
- 『牛像』- 堺市美原区の大阪府立農芸高等学校に設置。
当時の農芸高教師、藤沢純に依頼され、1956年(昭和31年)度卒業記念として、モルタル製で制作された[15]。風化により経緯が忘れられていたが、2012年（平成24年）日本画家の川中信也に再発見され、岡村哲伸の鑑定を経て、創立100周年記念事業でブロンズ像で復元されることとなった。正門脇に移され、2016年（平成28年）10月、除幕式で披露された[16]。
- 『経済更生村指定記念像』- 和泉市池田のJAいずみ北池田支店駐車場に設置。
- 『獅子像』-堺市堺区の土居川公園に設置。
- 『動物慰霊碑』- 大阪市天王寺動物園に設置。
- 『百舌鳥耳原由来の像』- 堺市堺区の大仙公園に設置。
- 『リタとロイド像』- 大阪市天王寺動物園に設置。